# Krishnagiri
Krishnagiri (Tamil: கிருஷ்ணகிரி Kiruṣṇakiri [ˈkiɾɯʂɳəɡiɾi]) ist eine Stadt im südindischen Bundesstaat Tamil Nadu. Sie liegt im nördlichen Binnenland Tamil Nadus nahe dem Dreiländereck zwischen den Bundesstaaten Tamil Nadu, Karnataka und Andhra Pradesh. Die nächstgrößere Stadt ist Bengaluru 90 Kilometer nordwestlich. Die Einwohnerzahl beträgt rund 71.000 (Volkszählung 2011). Krishnagiri ist Verwaltungssitz des Distrikts Krishnagiri.
Der Name Krishnagiri bedeutet „Berg Krishnas“ und leitet sich vom Berg Krishna Devaraya Hill ab, zu dessen Füßen die Stadt liegt. Der Name des Berges verweist auf den Vijayanagar-König Krishnadevaraya (1509–29), während dessen Herrschaftszeit die Festung auf dem Gipfel des Berges entstanden sein soll. Dank ihrer natürlichen Schutzlage widerstand die Festung während der Mysore-Kriege zweimal, 1767 und 1791, einem britischen Eroberungsversuch. Wenige Kilometer westlich von Krishnagiri fließt der Ponnaiyar-Fluss, der hier von der Krishnagiri-Talsperre aufgestaut wird. Durch die Stadt führt die NH 7, welche als längste Fernstraße Indiens Varanasi mit Kanyakumari verbindet.
71 Prozent der Einwohner Krishnagiris sind Hindus, 25 Prozent sind Muslime und 4 Prozent Christen. Die Hauptsprache ist, wie in ganz Tamil Nadu, das Tamil, das von 78 Prozent der Bevölkerung als Muttersprache gesprochen wird. 20 Prozent sprechen Urdu, 17 Prozent Telugu und 3 Prozent Kannada.